# Die Schulmädchen vom Treffpunkt Zoo
Die Schulmädchen vom Treffpunkt Zoo ist ein deutscher Softsexfilm von Walter Boos aus dem Jahr 1979 mit Marco Kröger, Katja Bienert und Benjamin Völz.

## Handlung
Schulmädchen Petra ist in den jungen Stricher Mick verliebt. Sie klaut Geld, um ihm Drogen zu besorgen und gerät immer tiefer in die Berliner Junkie- und Prostiutuiertenszene hinein. Ihr junger Verehrer Dirk hilft dem Mädchen, doch am Ende entscheidet sie sich für den sexy Stricher.

## Kritiken
„Ausschließlich auf Schauwerte bedachter Film über Drogenabhängigkeit und Prostitution in Berlin, der seine völlig unglaubwürdige Story mit Handlungselementen einschlägiger Sexfilme versetzt. Eine reißerische Mischung aus Schulmädchenreport und Schmierenmelodram.“

## Weiteres
Der Film entstand zeitlich nach Veröffentlichung des Buches Wir Kinder vom Bahnhof Zoo und knüpft vom Titel wie vom Thema her offenbar an dieses Buch an, ebenso wie an die Schulmädchen-Report-Reihe, für die Regisseur Boos ebenfalls tätig war. Ansonsten gibt es keine Verbindungen zur zwei Jahre später produzierten Buchverfilmung Christiane F. – Wir Kinder vom Bahnhof Zoo. 